# Xã Devillo, Quận Richland, Bắc Dakota
Xã Devillo (tiếng Anh: Devillo Township) là một xã thuộc quận Richland, tiểu bang Bắc Dakota, Hoa Kỳ. Năm 2010, dân số của xã này là 84 người.